# Yell Sound

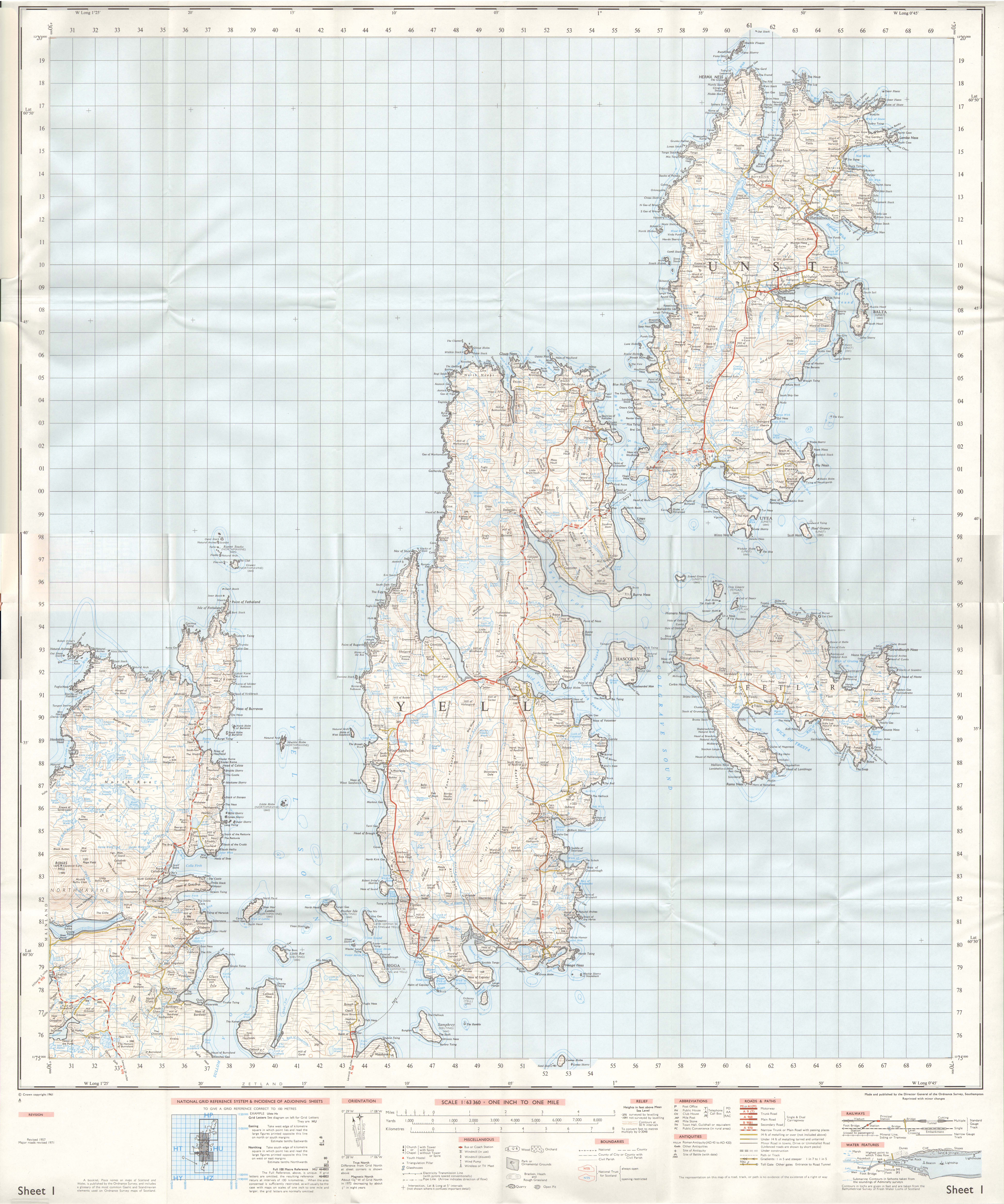
Ordnance-Survey-Kartenblatt von 1961

Der Yell Sound ist eine im Gebiet der zu Schottland gehörenden Inselgruppe der Shetlands gelegene Meeresstraße. Er zählt zur südöstlich gelegenen Nordsee und verbindet diese mit dem Nordatlantik im Nordwesten. Gleichzeitig trennt er Mainland, die Hauptinsel der Shetlands, im Süden und Westen von der Insel Yell im Nordosten.
Die nördliche Grenze, an der der Yell Sound in den Nordatlantik übergeht, verläuft vom Point of Fethaland in einer geraden Strecke nach Osten zur Westküste von Yell. Dies entspricht auch der Linie, die die Internationale Hydrographische Organisation zieht, um beide Meere voneinander abzugrenzen.
Im nördlichen Teil ist der Yell Sound bis zu sieben Kilometer breit und weist nur wenige kleinere Inseln, zumeist in Küstennähe, auf. Im mittleren Teil weitet er sich um etwa einen Kilometer, hier zweigt nach Südwesten Sullom Voe, eine langgestreckte Bucht (Inlet) ab. Der Yell Sound führt weiter nach Südosten, in diesem Bereich liegen etliche größere Inseln, von denen Bigga und Samphrey die Meeresstraße in zwei Arme von jeweils einem Kilometer Breite teilen. Südöstlich hiervon verzweigt sich der Yell Sound erneut: ein Arm führt in südlicher Richtung zum Landesinneren von Mainland, wo er in drei weiteren Inlets, Dales Voe, Colla Firth und Swining Voe, ausläuft. Nach Osten hin öffnet er sich zur Nordsee, die Grenze verläuft vom Burra Ness im Süden von Yell zur Nordspitze der Halbinsel Lunna Ness auf Mainland.
Im nördlichen Teil ist die Küste unbesiedelt. Hier finden sich auf dem Kame of Isbister und auf Birrier als Scheduled Monuments ausgewiesene bauliche Überreste, von denen angenommen wird, dass iroschottische Mönche im frühen Mittelalter explizit die Abgeschiedenheit der Gegend für ihre Niederlassung suchten. Nördlichste Siedlung ist North Roe am Burra Voe auf Northmavine, einer Halbinsel von Mainland. Nach Süden hin kommen weitere Ortschaften hinzu, ebenfalls zumeist in der geschützten Lage einer Bucht, wie etwa Collafirth mit seinem kleinen Hafen im Voe of the Brig oder Ollaberry. Zwischen den Häfen von Toft (früher von Mossbank aus) und Ulsta verkehrt eine Fähre. Seit dem Bau des Verladeterminals am Sullom Voe wird der Yell Sound verstärkt von Erdöltankern befahren. Es besteht, mit Ausnahmen, die Pflicht zur Aufnahme von Lotsen für den Bereich zwischen den Leuchttürmen auf Fethaland im Norden und am Firths Voe im Süden.
Teile der Küstenbereiche des Yells Sounds sind als Natur- und Landschaftsschutzgebiet auf unterschiedlicher gesetzlicher Grundlage ausgewiesen. Das größte ist Yell Sound Coast, eine Site of Special Scientific Interest (SSSI) und zugleich ein FFH-Gebiet (SAC). Weitere sind die SSSI The Ayres of Swinister und Graveland. Otterswick and Graveland ist ebenfalls ein SAC, der Yell Sound hat außerdem mit den Buchten Gluss Voe und Orka Voe einen Anteil am SAC Sullom Voe. Der Küstenbereich entlang von Fethaland und Isle of Fethaland liegt sowohl im SSSI Uyea - North Roe Coast als auch im einzigen Landschaftsschutzgebiet (National Scenic Area) auf den Shetlands.
Vom nördlichen bis zum südöstlichen Ende sind es etwa 24 Kilometer Luftlinie. Der Yell Sound umfasst, ohne die vier genannten Inlets, eine Fläche von 171,32 Quadratkilometern, seine Gewässerkennzahl lautet 200503.